# Анциферовский Бор
Анциферо́вский Бор — деревня в Онежском районе Архангельской области России. Административный центр Чекуевского сельского поселения.

## География
Деревня находится на правом берегу реки Онега, на расстоянии 85 км (по прямой) к северо-западу от города Онега, административного центра района.

### Климат
Климат характеризуется среднегодовой температурой воздуха +0,8 °C и холодной продолжительной зимой, которая длится около 165—170 дней. Устойчивый снежный покров устанавливается в первой декаде ноября. Снег сходит в среднем в конце апреля — начале мая. Таяние, как правило, дружное, часто при ярком солнце и ветре. Лето короткое, прохладное, дождливое. Территория района находится в зоне избыточного увлажнения. Среднегодовое количество осадков составляет около 600 мм, при этом основное количество осадков приходится на теплый период года.

### Часовой пояс
Деревня Анциферовский Бор, как и вся Архангельская область, находится в часовой зоне МСК (московское время). Смещение применяемого времени относительно UTC составляет +3:00.

## Население
| 2002 | 2010 | 2012 |
| ---- | ---- | ---- |
| 521  | ↗526 | ↘518 |

### Национальный состав
Согласно результатам переписи 2002 года, в национальной структуре населения русские составляли 97 % из 521 чел.

## Улицы
| - ул. Гончарика, - ул. Дружбы, - ул. Лесная, | - ул. Луговая, - ул. Молодёжная, - ул. Новая, | - ул. Пешкова, - ул. Победы, - ул. Придорожная. |

## Инфраструктура
В деревне действуют школа, участковая больница.